# Selma Blair
Selma Blair Beitner (későbbi hivatalos- és művésznevén Selma Blair) (Southfield, Michigan, 1972. június 23. –) amerikai színésznő.
Az 1990-es években vált ismertté, számos fő- és mellékszerepet játszott hollywoodi filmekben.

## Élete

### Fiatalkora
Szülei Molly Ann és Elliot Beitner voltak, akik Selma 23 éves korában elváltak. Selma ezután változtatta meg nevét hivatalosan is Selma Blair Beitnerről Selma Blairre, hogy megmutassa: nincs köze az apjához és „kinőtt” a korábbi életéből. Három nővére van: Katherine, Elizabeth és Marie.
Selma zsidó nevelést kapott és a héber Betsabé (Batsheva) nevet. Gyermekként Farmington Hills Hillel Days School, majd Bloomfield Hills Cranbrook Kingswood nevű iskolájába járt. Ezután a Kalamazoo College középiskolában tanult, majd a Michigani Egyetemre járt, ahol 1994-ben végzett. Stella Adler színitanodájában is tanult.

### Pályafutása
Az 1990-es években indult el a színészi pályán. 1999-ben Sarah Michelle Gellarrel és Reese Witherspoonnal együtt szerepelt a Kegyetlen játékok című filmben. 2001-ben Witherspoonnal együtt volt a Doktor Szöszi főszereplője. 2002-ben az Édes kis semmiség főszereplői közt volt Cameron Diaz és Christina Applegate oldalán. Még ebben az évben a Jóbarátok című amerikai sitcomban is vendégszerepelt. 2004-ben a Szégyen és gyalázat című filmben szerepelt, illetve játszott a Pokolfajzat című szuperhősfilmben is.
2012-ben szerepelt a Nyugi, Charlie! sorozat első két évadjában, amelyből a főszereplővel, Charlie Sheennel való konfliktusa miatt kellett távoznia. A Zoe, Duncan, Jack és Jane című egyévados tévésorozatban Zoe szerepét játszotta.
Az FHM Száz legszexibb nő versenyén 2004-ben a #93. helyet kapta.

### Magánélete
2004. január 24-én Ahmet Zappa zenészhez ment feleségül Los Angelesben. 2006. június 26-án azonban beadta a válópert, kibékíthetetlen ellentétekre hivatkozva. A pár szóvivője azt nyilatkozta a People magazinnak: „Selma és Ahmet úgy döntött, elválnak, de nagyon szeretik egymást és továbbra is közeli barátok maradnak.”
2007 februárjában a lapok szerint Selma arról beszélt, hogy a színész-író Mathew Felkerrel van viszonya. Jason Bleick-kel való kapcsolatából, amely két év után, 2012-ben megszűnt, született 2011. július 25-én közös fiuk, Arthur Saint Bleick.
A színésznőnél 2018 őszén autoimmun betegséget, sclerosis multiplexet diagnosztizáltak. Betegségét folyamatosan dokumentálja saját Instagram oldalán, illetőleg 2021 őszén mutatják be a betegséggel vívott harcáról, mindennapjairól szóló dokumentumfilmet.

## Válogatott filmográfia
- A boldogító nem (1997)
- Sikoly 2. (1997) (hang) (nincs feltüntetve)
- Girl (1998)
- Buli az élet (1998)
- Rekviem egy nyomozóért (1998)
- Kegyetlen játékok (1999)
- Rád vagyok kattanva (2000)
- Ráérsz megölni (2001)
- Helyzetek és gyakorlatok (2001)
- Doktor Szöszi (2001)
- Édes kis semmiség (2002)
- Esküdni mernék (2003)
- Pokolfajzat (2004)
- Szégyen és gyalázat (2004)
- Jó társaság (2004)
- Pretty Persuasion (2005)
- A köd (2005)
- The 1 Second Film (2006) (producer)
- The Night of the White Pants (2006)
- Feast of Love (2007)
- Hellboy II. – Az aranyhadsereg (2008)
- Nyugi, Charlie! (2012)